# Limba tswana
Limba tswana, de asemenea cunoscută și ca setswana sau țuana este o limbă bantu vorbită în Africa de Sud și Botswana. Tswana este înrudită cu limbile sesotho, kgalagari și lozi și este o limbă aglutinantă, folosindu-se de numeroase afixe și reguli de derivare și de inflexiune pentru a forma cuvintele.